# Sint-Margaretha-van-Antiochiëkerk (Kopčany)
De Sint-Margaretha-van-Antiochiëkerk (Slowaaks: Kostol svätej Margity Antiochijskej) is een klein kerkje in de Slowaakse gemeente Kopčany. De Rooms-katholieke kerk ligt op minder dan een kilometer van de rivier Morava en de staatsgrens met Tsjechië. De kerk is het enige architectonische monument dat ten tijde van het Groot-Moravische Rijk is gebouwd en nog steeds bestaat. De Preromaanse kerk is in de 13e eeuw gotisch verbouwd.